# Pablo Andrés
Pablo Andrés är en spansk kanotist.
Han tog bland annat VM-guld i K-1 4 x 200 meter stafett i samband med sprintvärldsmästerskapen i kanotsport 2010 i Poznań.